# Jason Stanley
Jason Stanley (ur. 12 października 1969) – amerykański filozof.
Profesor filozofii na Uniwersytecie Yale, skoncentrował swoje badania w dziedzinie filozofii języka i epistemologii, związanych z językoznawstwem i kognitywistyką. Pisze także dla popularnej publiczności na blogu filozoficznym New York Times „The Stone”. W swojej najnowszej pracy wykorzystał narzędzia z filozofii języka i epistemologii do poruszenia kwestii filozofii politycznej, szczególnie w swojej książce „How Propaganda Works” z 2015 r.
W swojej książce pt. „Jak działa faszyzm” z 2018 opisał mechanizmy tworzenia i popularyzowania faszystowskiej ideologii, m.in. we współczesnej Europie Środkowej i Wschodniej. Książka po polsku wydana została przez Krytykę Polityczną.

## Edukacja
Stanley ukończył Corcoran High School w swoim rodzinnym mieście Syracuse w stanie Nowy Jork. Studiował w Lünen w Niemczech w latach 1985–1986 w ramach kongresowej wymiany młodzieżowej Bundestagu, po czym zapisał się na State University of New York w Binghamton w stanie Nowy Jork, gdzie studiował filozofię języka u prof. Jacka Kaminsky'ego. W 1987 roku przeniósł się na Uniwersytet w Tybindze, ale wrócił do State University of New York w 1988 roku, tym razem w kampusie Stony Brook. Tam studiował filozofię i językoznawstwo u Petera Ludlowa i Richarda Larsona. Stanley otrzymał tytuł licencjata w maju 1990 r. Doktorat uzyskał w MIT w styczniu 1995.

## Kariera akademicka
Po otrzymaniu doktoratu Stanley otrzymał stanowisko stypendysty na University College w Oksfordzie. Niedługo potem wrócił z Anglii do Nowego Jorku, aby uczyć na Uniwersytecie Cornell. W 2000 roku opuścił Cornell i został profesorem filozofii na University of Michigan. W 2004 r. Przeniósł się na wydział filozofii na Rutgers University, gdzie wykładał w latach 2004–2013. W marcu 2013 r. został profesorem na Uniwersytecie Yale. Jego książka "Knowledge and Practical Interests" zdobyła nagrodę Amerykańskiego Stowarzyszenia Filozoficznego 2007. 

## Krytyka
Praca „Jak działa faszyzm” została skrytykowana przez filozofa Petera Ludlowa. Ludlow uważa, że Stanley rozmył definicję faszyzmu, przez co ciężko wytyczyć granicę między faszyzmem a innymi doktrynami, w szczególności z konserwatyzmem. Ludlow zwraca uwagę na błędne zinterpretowanie słów Mussoliniego, na które powołuje się Stanley oraz powierzchowne potraktowanie przytoczonych przez niego cech faszyzmu.
Filozof Devin Zane Shaw również zauważa brak wyraźnej granicy w definicji podanej przez Stanleya oraz stwierdza anachroniczne podejście autora, w wyniku czego może być ciężej odróżnić współczesny faszyzm od przejawów innych postaw.

## Publikacje
- Language in Context: Selected Essays (Oxford, Oxford University Press: 2007), ISBN 978-0-19-922592-7
- Knowledge and Practical Interests (Oxford, Oxford University Press: 2005), ISBN 978-0-19-923043-3
- Know How (Oxford University Press: 2011), ISBN 978-0-19-969536-2
- How Propaganda Works (Princeton University Press: 2015), ISBN 978-0-691-16442-7
- How Fascism Works: The Politics of Us and Them (Penguin Random House: 2018), ISBN 978-0-525-51183-0
- Jak działa faszyzm (Krytyka Polityczna, 2021), 978-83-66232-95-2